# Cantón de Saint-Donat-sur-l'Herbasse
El cantón de Saint-Donat-sur-l'Herbasse era una división administrativa francesa, que estaba situada en el departamento de Drôme y la región de Ródano-Alpes.

## Composición
El cantón estaba formado por 9 comunas:
- Arthémonay
- Bathernay
- Bren
- Charmes-sur-l'Herbasse
- Chavannes
- Margès
- Marsaz
- Montchenu
- Saint-Donat-sur-l'Herbasse

## Supresión del cantón de Saint-Donat-sur-l'Herbasse
En aplicación del Decreto nº 2014-191 de 20 de febrero de 2014, el cantón de Saint-Donat-sur-l'Herbasse fue suprimido el 22 de marzo de 2015 y sus 9 comunas pasaron a formar parte del nuevo cantón de Drôme de las Colinas.